# L'Impasse tragique
Pour plus de détails, voir Fiche technique et Distribution.
L'Impasse tragique (titre original : The Dark Corner) est un film américain réalisé par Henry Hathaway, sorti en 1946.

## Synopsis
Bradford Galt, détective privé, est libéré après avoir purgé une peine de prison pour une faute de son associé Anthony Jardine. Ce dernier est assassiné sur l'ordre d'un expert en tableaux, un certain Hardy Cathcart, qui manipule Galt. Celui-ci se retrouve soupçonné du meurtre. Avec l'aide de sa secrétaire, Kathleen Stewart, il va tenter de prouver son innocence.

## Fiche technique
- Titre : L'Impasse tragique
- Titre original : The Dark Corner
- Réalisation : Henry Hathaway
- Scénario : Jay Dratler, Bernard C. Schoenfeld, d'après une histoire de Leo Rosten
- Photographie : Joseph MacDonald
- Montage : J. Watson Webb Jr.
- Musique : Cyril J. Mockridge
- Décors : Thomas Little
- Costumes : Kay Nelson
- Direction artistique : James Basevi, Leland Fuller
- Producteur : Fred Kohlmar
- Société de production : 20th Century Fox
- Format : Noir et blanc — 35 mm — 1,37:1 — Son : Mono (Western Electric Recording)
- Genre : Film dramatique, Film policier, Film noir
- Durée : 95 minutes
- Dates de sortie :
  - États-Unis : 8 mai 1946
  - France : 13 juin 1947

## Distribution
- Lucille Ball : Kathleen Stewart
- Clifton Webb : Hardy Cathcart
- William Bendix : Stauffer, alias Fred Foss
- Mark Stevens : Bradford Galt
- Kurt Kreuger : Anthony Jardine
- Cathy Downs : Mari Cathcart
- Reed Hadley : lieutenant Frank Reeves
- Constance Collier : Mrs Kingsley
- Eddie Heywood : lui-même
- Ellen Corby : une femme de ménage
- Ralph Dunn : un policier
- Donald MacBride : un policier
- John Russell : un policier
- Molly Lamont : Lucy Wilding
- Hope Landin : une femme de ménage
- Charles Wagenheim : le véritable Fred Foss